# 五趾跳鼠
五趾跳鼠（学名：Allactaga sibirica）为跳鼠科五趾跳鼠属的动物。其种加词“sibirica”意为“西伯利亚的”。分布于蒙古，土库曼斯坦，哈萨克斯坦以及中国大陆黑龙江、青海、内蒙古、甘肃、河北、陕西、山西、宁夏、辽宁、吉林、新疆、河南等地，主要生活于草原、半荒漠。该物种的模式产地在蒙古呼伦池附近。

## 亚种
- 五趾跳鼠华北亚种（学名：Allactaga sibirica annulata），Milne-Edwards于1867年命名。在中国大陆，分布于陕西、青海、内蒙古、甘肃、河北、宁夏、山西、河南等地。该物种的模式产地在内蒙。[3]
- 五趾跳鼠哈萨克斯坦亚种（学名：Allactaga sibirica ruckbeili），Thomas于1914年命名。在中国大陆，分布于新疆（天山南坡）等地。该物种的模式产地在BanksofRiverUszek,Djarkent,Semirechyia。[4]
- 五趾跳鼠阿尔泰亚种（学名：Allactaga sibirica saltator），Eversmann于1848年命名。在中国大陆，分布于新疆（阿尔泰山）等地。该物种的模式产地在西伯利亚阿尔泰。[5]
- 五趾跳鼠蒙古亚种（学名：Allactaga sibirica semideserta），Bannikov于1947年命名。在中国大陆，分布于新疆（准葛尔东部）等地。该物种的模式产地在蒙古西北部阿拉图湖附近。[6]
- 五趾跳鼠指名亚种（学名：Allactaga sibirica sibirica），Forster于1778年命名。在中国大陆，分布于内蒙古（东部）、黑龙江、辽宁、吉林等地。该物种的模式产地在蒙古呼伦池附近。[7]
- 五趾跳鼠北疆亚种（学名：Allactaga sibirica suschkini），Satunin于1900年命名。在中国大陆，分布于新疆（北部）等地。该物种的模式产地在俄国中亚地区。[8]